# 建国道意风区站
建国道意风区站是一个位于中华人民共和国天津市河北区光复道街道建国道与民族路交叉口，属于天津地铁2号线的地铁车站。由于2011年5月6日在本站与天津站区间盾构时发生的严重透水事故，令工程延误，本站未与2号线其它车站一并启用。2013年8月28日本站启用。车站原名建国道站，2024年9月28日更为现名称。

## 车站结构
建国道意风区站为地下二层车站。站厅位于地下一层，设有地铁客服中心，可为乘客提供人工购票、地铁储值卡的发售充值、失物招领等服务。另外，站厅内还设有自动售票机、验票机、自动取款机等自助服务设施。站台位于地下二层，为岛式站台，设有全高式屏蔽门。

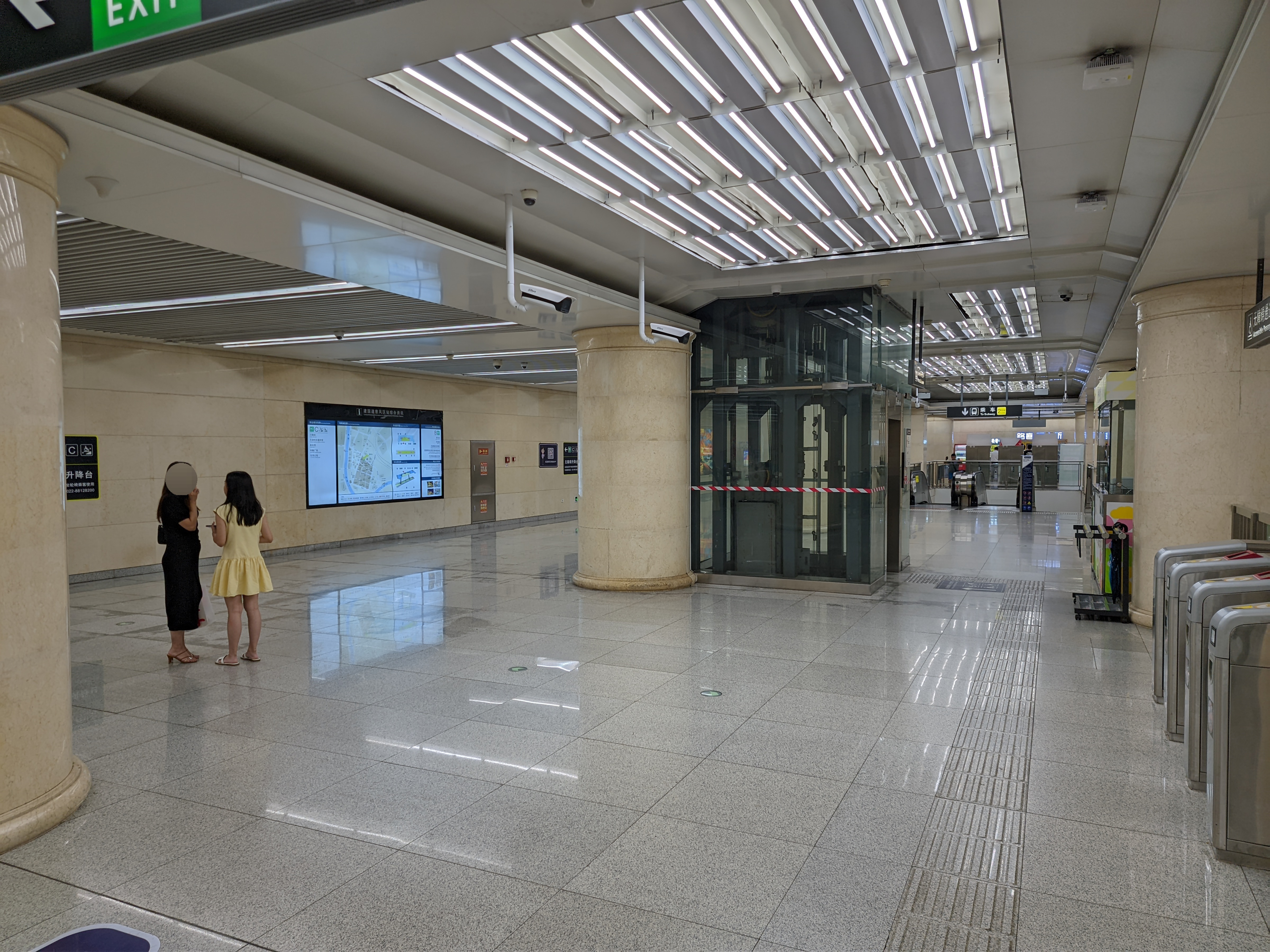
站厅
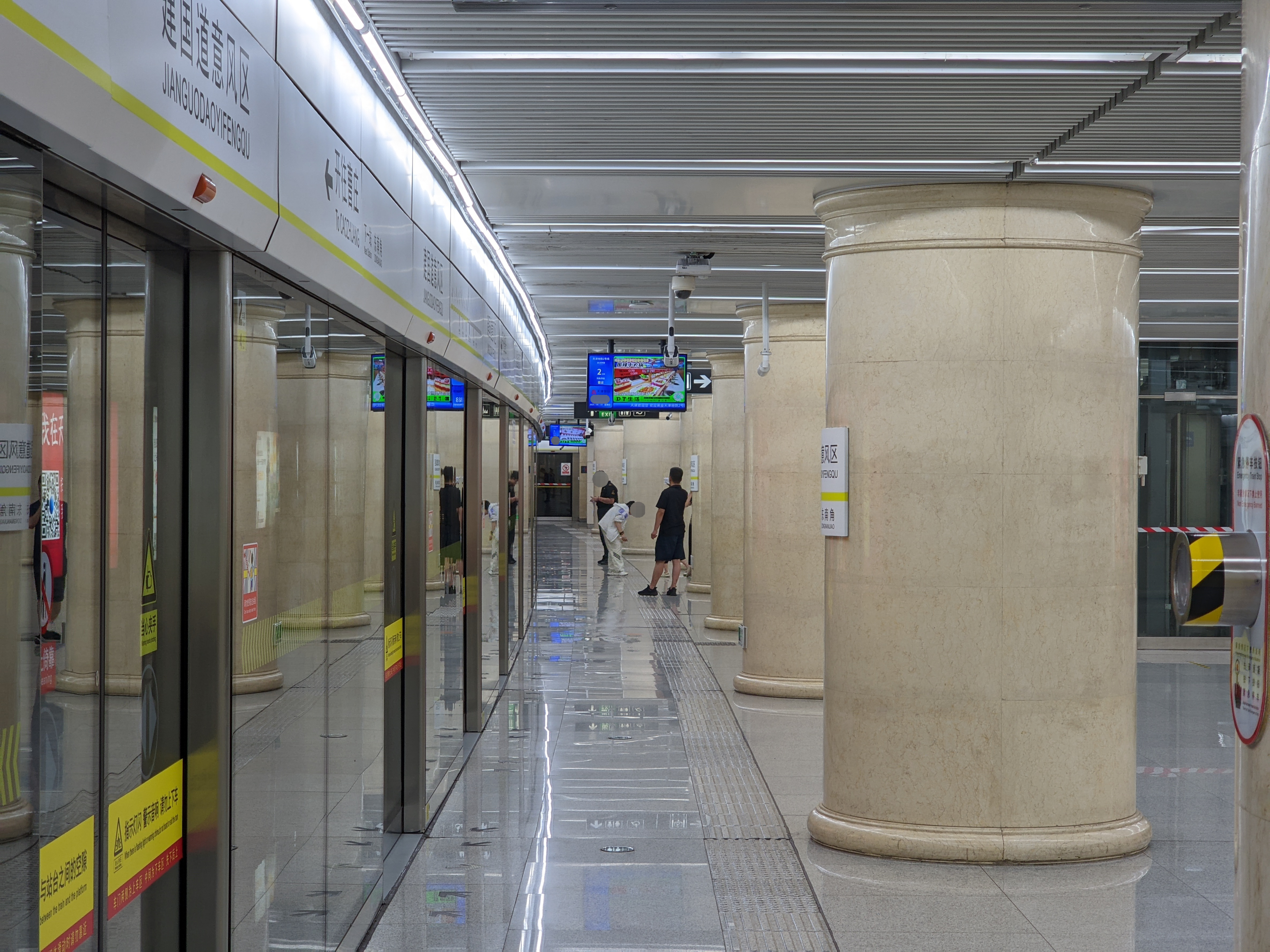
车站为曲线站台

| G                 | 地面 | B、C出入口 |
| B1                | 站厅 | 客服中心、自动售票机、验票机                                                                                  |
| B2                | 站台 | \| \| \| █ 2号线往曹庄（东南角） \| \| 島式 · 開左邊车门 \| \| \| \| \| \| █ 2号线往滨海国际机场（天津站） \| |
|                   |      | █ 2号线往曹庄（东南角）                                                                                       |
| 島式 · 開左邊车门 |      | |
|                   |      | █ 2号线往滨海国际机场（天津站）                                                                               |

## 车站出口
建国道意风区站共设2个出口，各出口及周围设施如下所示：
|                                            |      |        |                                |
| 出口编号                                   | 照片 | 地点   | 可到达目的地                   |
| 出口 · B                                   |      | 民族路 | 建国道、意式风情区             |
| 出口 · C · 无障碍通道标志 · 轮椅升降台标志 |      | 兴隆街 | 民族路、民权路、天津市木斋中学 |
| 註： 設有 \| 設有輪椅升降台                |      |        |                                |

## 换乘交通
| 公共汽车线路 \| 编号 \| 编号 \| 线路 \| 线路 \| 线路 \| 收费 \| 运营商 \| 备注 \| \| ---- \| ----- \| ---------------- \| ---- \| ------------ \| ------------- \| ---------- \| ----------------- \| \| \| 5 \| 天津站（A4-1） \| ⇆ \| 丁字沽公交站 \| 2元 \| 公交一公司 \| \| \| \| 156 \| 天津站（A5-1） \| ⇆ \| 大邱庄公交站 \| 3元、5元、8元 \| 公交三公司 \| 原 大邱庄民营班线 \| \| \| 635 \| 西站公交站（C2） \| ⇆ \| 方山道公交站 \| 2元 \| 公交四公司 \| \| \| \| 639东 \| 天津站（A2-2） \| ⇆ \| 程盛道公交站 \| 2元 \| 公交四公司 \| \| \| \| 806 \| 西站公交站（C1） \| ⇆ \| 智达道公交站 \| 2元 \| 公交四公司 \| \| \| \| 827 \| 天津青旅公交站 \| ⇆ \| 鲁山道公交站 \| 2元 \| 公交四公司 \| \| \| \| 观光3 \| 天津青旅公交站 \| ⇆ \| 程盛道公交站 \| 2元 \| 公交四公司 \| \| |       |                  |      |              |               |            |                   |
| 编号 | 编号  | 线路             | 线路 | 线路         | 收费          | 运营商     | 备注              |
| | 5     | 天津站（A4-1）   | ⇆    | 丁字沽公交站 | 2元           | 公交一公司 |                   |
| | 156   | 天津站（A5-1）   | ⇆    | 大邱庄公交站 | 3元、5元、8元 | 公交三公司 | 原 大邱庄民营班线 |
| | 635   | 西站公交站（C2） | ⇆    | 方山道公交站 | 2元           | 公交四公司 |                   |
| | 639东 | 天津站（A2-2）   | ⇆    | 程盛道公交站 | 2元           | 公交四公司 |                   |
| | 806   | 西站公交站（C1） | ⇆    | 智达道公交站 | 2元           | 公交四公司 |                   |
| | 827   | 天津青旅公交站   | ⇆    | 鲁山道公交站 | 2元           | 公交四公司 |                   |
| | 观光3 | 天津青旅公交站   | ⇆    | 程盛道公交站 | 2元           | 公交四公司 |                   |

| 编号 | 编号  | 线路             | 线路 | 线路         | 收费          | 运营商     | 备注              |
| ---- | ----- | ---------------- | ---- | ------------ | ------------- | ---------- | ----------------- |
|      | 5     | 天津站（A4-1）   | ⇆    | 丁字沽公交站 | 2元           | 公交一公司 |                   |
|      | 156   | 天津站（A5-1）   | ⇆    | 大邱庄公交站 | 3元、5元、8元 | 公交三公司 | 原 大邱庄民营班线 |
|      | 635   | 西站公交站（C2） | ⇆    | 方山道公交站 | 2元           | 公交四公司 |                   |
|      | 639东 | 天津站（A2-2）   | ⇆    | 程盛道公交站 | 2元           | 公交四公司 |                   |
|      | 806   | 西站公交站（C1） | ⇆    | 智达道公交站 | 2元           | 公交四公司 |                   |
|      | 827   | 天津青旅公交站   | ⇆    | 鲁山道公交站 | 2元           | 公交四公司 |                   |
|      | 观光3 | 天津青旅公交站   | ⇆    | 程盛道公交站 | 2元           | 公交四公司 |                   |

## 历史
- 2011年5月6日，本站与天津站盾构区间发生严重透水事故；
- 2013年8月28日，本站启用，同时2号线全线贯通运营，不再分为东西两段[2]。

## 事故
2011年5月6日凌晨，中铁一局二公司唐山盾构施工队操作员操作小松盾构机在建国道站至天津站右线盾构区间进行钻进作业，在钻进的过程中发现盾构机螺旋传送机卡住异物，盾构班组中的同事使用气焊切割，切割后发生透水事故，随后盾构机刀盘全部淹没，后续到场的抢险人员进行抽水、注入聚氨酯等操作，但效果甚微，建国道至天津站区间盾构右线最终全部淹没，随即左线也被淹没，该盾构区间双线损毁。
本次事故造成6人死亡，导致本站与天津站间的隧道双线损毁，随后重新易址盾构，新隧道位于原隧道北侧，同时事故导致本站无法与2号线其他站于2012年7月1日一并启用，2号线以本站为分隔点分为东西两段单独运营，直至2013年8月28日。